# Banff National Park
Banff National Park er Canadas ældste nationalpark. Den blev etableret i 1885 i Canadian Rockies, den canadiske del af Rocky Mountains. Parken, som ligger 110-180 km vest for Calgary i provinsen Alberta, dækker et areal på 6.641 km² bjergterræn med talrige isbræer, tætte nåletræsskove og bjergandskaber. Icefields Parkway strækker sig fra Lake Louise i syd, med forbindelse til Jasper National Park i nord. Offentligt ejede skover og Yoho National Park er naboer i vest, mens Kootenay National Park ligger mod syd og Kananaskis Country i sydøst. Det meste af den kommercielle virksomhed i parken er i byen Banff, i Bow River-dalen.
Canadian Pacific Railway var i de første år vigtig for Banff, da de byggede både Banff Springs Hotel og Chateau Lake Louise, og trak turister til stedet gennem udstrakt annoncering. I begyndelsen af det 20. århundrede blev der bygget veje i Banff, nogle blev bygget af krigsinternerede, og nogle via offentlige arbejdsprogrammer som blev startet under den store depression. Siden 1960-erne har overnatningsstederne i parken været åbne hele året, og antallet af gæstedøgn i Banff voksede til over 5 millioner i 1990-erne. Endnu flere mennesker passerer gennem parken på Trans-Canada Highway. Siden Banff er en af de mest besøgte nationalparker i verden, er økosystemet i parken truet. I midten af 1990-tallet satte Parks Canada en undersøgelse i gang som har ledt frem til anbefalinger for forvaltningen af parken og nye principper som har som mål at bevare den økologiske mangfoldighed.

## Historie
Gennem hele sin historie er Banff National Park blevet formet i spændingsfeltet mellem bevarings- og udviklingsinteresser. Parken blev etableret i 1885 på grund af en strid om hvem som havde opdaget de varme kilder der, og hvem som havde ret til at udnytte dem kommercielt. Statsminister John A. Macdonald sørgede i stedet for at frede de varme kilder i et lille værneområde, som senere blev udvidet så det også omfattede Lake Louise og andre arealer som strakte sig nordover til Columbia Icefield.

### Bevaring
Efter at den oprindelige lov Rocky Mountains Park Act blev vedtaget, har senere love og retningslinjer lagt større vægt på bevaring. Efterhånden som befolkningen blev mere optaget af naturbeskyttelse, udarbejdede Parks Canada helt nye retningslinjer for forvaltningen i 1979, som lagde større vægt på bevaring. National Parks Act fik et tillæg i 1988, som gjorde at bevaring af den økologiske mangfoldighed fik højeste prioritet i alle afgørelser af forvaltningsmæssig art i alle nationalparker. Loven pålagde hver park at udarbejde en forvaltningsplan, hvor publikum i større grad skulle tages med på råd.
I 1984 blev Banff, sammen med andre nationale og regionale værneområder i den canadiske del af Rocky Mountains, udpeget som et verdensarvsområde af UNESCO, på grund af bjergområderne med bjergtoppe, isbræer, søer, vandfald, raviner og kalkgrotter, samt fossiler som findes i området. Med denne udnævnelse fulgte større bevaringsmæssige forpligtelser.
I løbet af 1980-erne gennemførte Parks Canada en privatisering ar mange af tjenesterne i parken, som drift af golfbaner, og indførte afgifter på andre tjenester for at afhjælpe nedskæringer i driftsbudgettet. I 1990 fik byen Banff lokalt selvstyre, hvilket gav indbyggerne mere indflydelse ved forslag til nye udviklingsprojekter.

## Geografi
Banff National Park ligger i bjergkæden Rocky Mountains langs Albertas vestgrænse til British Columbia i økoregionen Alberta Mountain forests. Banff ligger omkring en og en halv times biltur fra Calgary, og fire timer fra Edmonton. Jasper National Park ligger mod nord, mens Yoho National Park ligger mod vest, og Kootenay National Park mod syd. Kananaskis Country, som ombefatter Bow Valley Wildland Provincial Park, Spray Valley Provincial Park, og Peter Lougheed Provincial Park, ligger syd og øst for Banff.
Hovedvejen Trans-Canada Highway passerer gennem Banff National Park, fra den østlige grænsen nær Canmore, gennem selve byen Banff og Lake Louise, og ind i Yoho National Parki British Columbia. Landsbyen Lake Louise ligger i krydset mellem Trans-Canada Highway og Icefields Parkway, som fortsætter nordover til byen Jasper.

### Banff
Banff, som blev etableret i 1885, er centrum for den kommercielle virksomhed i Banff National Park, men også center for kulturelle aktiviteter. Banff huser flere kulturinstitutioner, f.eks. Banff Centre, Whyte Museum, Buffalo Nations Luxton Museum, Cave and Basin National Historic Site, og flere kunstgallerier. Gennem årene har Banff vært vært for mange årligt tilbagevendende arangementer som Banff Indian Days som startede i 1889, og Banff Winter Carnival. Fra 1976 har The Banff Centre arrangeret Banff Mountain Film Festival. I 1990 fik Banff lokalt selvstyre som by, men må fremdeles forholde sig til loven om nationalparkerne og statslige myndigheder når det gælder planer og udviklingsprojekter. I folketællingen i 2014 havde byen Banff en befolkning på 9.386 mennesker, hvoraf 8.421 er fast bosatte. Bow River løber gennem byen Banff, og Bow Falls ligger i udkanten af byen.

### Lake Louise
Lake Louise er en by som ligger 54 km nord-vest for byen Banff, og er stedet hvor landemerket Chateau Lake Louise ligger ved bredden af søen Lake Louise. Omkring 15 km fra Lake Louise, ligger Moraine Lake hvor man har en imponerende udsigt over Valley of the Ten Peaks. Dette motiv blev brugt på bagsiden af den canadiske 20-dollarseddel 1969-1979 i serien Scenes of Canada. Lake Louise Mountain Resort ligger også i nærheden af byen.

### Icefields Parkway
Icefields Parkway er 230 km lang, og knytter Lake Louise sammen med Jasper, Alberta. Den starter ved Lake Louise, og strækker sig nordover til Bow Valley, forbi Hector Lake, Bow Lake, og Peyto Lake. Veien krydser derefter et pas, før den følger Mistaya River til Saskatchewan Crossing, hvor den løber sammen med Howse og North Saskatchewan River.
North Saskatchewan River løber østover fra Saskatchewan Crossing, ud af Banff, og ind i det som er kendt som David Thompson country, og mod Edmonton. David Thompson Highway følger North Saskatchewan River, forbi den opdæmmede Abraham Lake, og gennem David Thompson Country.
Nord for Saskatchewan Crossing følger Icefields Parkway North Saskatchewan River op til Columbia Icefield. Vejen går videre ind i Jasper National Park ved Sunwapta Pass som ligger 617 moh, før den fortsætter til byen Jasper.